# صورت‌گرایی بی‌اس‌اس‌ان
صورت گرایی بی‌اس‌اس‌ان (به انگلیسی: BSSN formalism) که توسط توماس بامگارت، استوارت شاپیرو، ماسارو شیباتا و تاکاشی ناکامورا در طول سال‌های ۱۹۸۷ تا ۱۹۹۹ به وجود آمد، صورت تغییریافته از صورت گرایی ای دی ام نسبیت عام است.
صورت گرایی ای دی ام اجازه شبیه سازی‌های عددی پایدار و طولانی را نمی‌دهد. در صورت گرایی بی‌اس‌اس‌ان، معادلات ای دی ام با معرفی متغیرهای کمکی اصلاح می‌شوند. این صورت گرایی برای تکامل درازمدت امواج گرانشی خطی آزموده شده‌است و برای منظورهای متعددی از جمله شبیه‌سازی تکامل غیرخطی امواج گرانشی یا تکامل و تصادم سیاهچاله‌ها کاربرد دارد.